# Martin Hannett
 (juin 2022).
Si vous disposez d'ouvrages ou d'articles de référence ou si vous connaissez des sites web de qualité traitant du thème abordé ici, merci de compléter l'article en donnant les références utiles à sa vérifiabilité et en les liant à la section « Notes et références ».
Martin Hannett, né le 31 mai 1948 à Manchester et mort le 18 avril 1991 dans la même ville, est un ingénieur du son et producteur britannique, surtout connu pour son travail avec les artistes du label Factory à la fin des années 1970 et dans les années 1980.

## Biographie
Il signait parfois Martin Zero.
Le réalisateur Michael Winterbottom l'évoque amplement dans le film 24 Hour Party People.
Il reste, pour beaucoup de critiques, l'inventeur du « son Joy Division ».
Il meurt d'une insuffisance cardiaque le 18 avril 1991 à l'âge de 42 ans à Manchester. Il est inhumé au cimetière du Sud situé dans la même ville.

## Discographie (producteur)

### Singles, maxi et EP produits ou coproduits
- Innocents, John Cooper Clarke and the Curious Yellows (EP, 1977, Rabid Records)
- Spiral Scratch, Buzzcocks (EP 4 titres, 1977, New Hormones)
- All Night Party, A Certain Ratio (EP 2 titres, 1979, Factory)
- Electricity, Orchestral Manoeuvres in the Dark (single, 1979, Factory)
- 11 O'Clock Tick Tock, U2 (single, 1980, Island Records)
- Basement 5 in Dub, Basement 5 (EP 5 titres, 1980, Island Records)
- Searching for Heaven, Pauline Murray (single, 1981, Illusive)
- Live on a Hot August Night, Crispy Ambulance (single, 1981, Factory Benelux)
- Everything's Gone Green, New Order (single, 1981, Factory)
- New Order 1981-1982 (Factus 8), New Order (EP 5 titres, 1982, Factory)
- All Tomorrow's Parties* , Nico & The Invisible Girls (EP, 2 titres, 1/2 Records)
- So Young, The Stone Roses (single, 1985, Thin Line)
- Wrote For Luck, Happy Mondays (single, 1988, Factory)
- Lazyitis, Happy Mondays (single, 1989, Factory)
- Quick as Rainbows, Kitchens of Distinction (single, 1990, One Little Indian)

### Albums produits ou coproduits
- Disguise in Love, John Cooper Clarke (LP, 1978, CBS)
- True Love Stories, Jilted John (LP, 1978, EMI)
- Unknown Pleasures, Joy Division (LP, 1979, Factory)
- The Return of the Durutti Column, The Durutti Column (LP, 1979, Factory)
- Snap, Crackle and Bop, John Cooper Clarke (LP, 1980, Epic)
- Pauline Murray and The Invisible Girls, Pauline Murray (LP, 1980, Illusive)
- The Psychedelic Furs, The Psychedelic Furs (LP, 1980, CBS)
- The Correct Use of Soap, Magazine (LP, 1980, Virgin Records)
- Closer, Joy Division (LP, 1980, Factory)
- Me and My Big Mouth, John Cooper Clarke (LP, 1981, Epic)
- To Each, A Certain Ratio (LP, 1981, Factory)
- Always Now, Section 25 (LP, 1981, Factory)
- Movement, New Order (LP, 1981, Factory)
- Swimming, The Names (LP, 1982, Factory Benelux)
- Zip Style Method, John Cooper Clarke (LP, 1982, CBS)
- Yellow Laughter, Orchestre Rouge (LP, Février 1982, RCA)
- Nocturne Flamboyant, Armande Altai (LP, 1983, Mercury)
- All the God's Men, Blue in Heaven (LP, 1985, Island Records)
- Bummed, Happy Mondays (LP, 1988, Factory)
- Martin Hannett's Personal Mixes, Joy Division (LP, 2007, Interstate)